# Harold Lawson

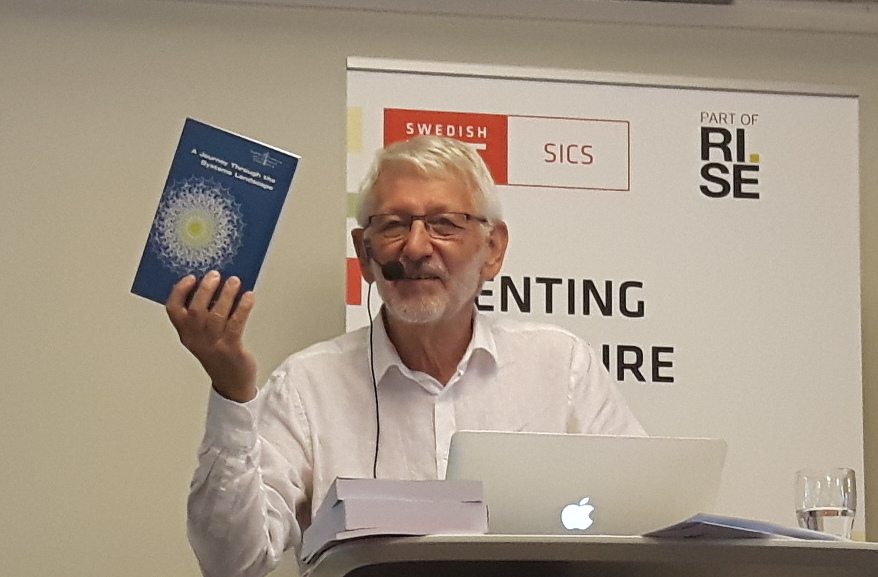
Harold Lawson (2017)

Harold W. Lawson, genannt Bud, (* 13. Dezember 1937 in Philadelphia; † 10. Juni 2019) war ein US-amerikanischer Informatiker.

## Werdegang
Lawson studierte an der Temple University mit dem Bachelorabschluss 1959 und erhielt 1983 einen Doktorgrad an der Königliche Technischen Hochschule in Stockholm.
In seiner Zeit bei IBM erfand er 1964/65 die Pointer-Variable und integrierte sie in die Programmiersprache PL/I. Sie wurde auch in Programmiersprachen wie C, Pascal, C++ und Ada übernommen und fand beispielhaft Anwendung im Code für das vom MIT und den Bell Laboratories Ende der 1960er Jahre entwickelte Betriebssystem MULTICS, das in PL/I programmiert war und z. B. von General Electrics und Honeywell verwendet wurde. Er lehrte am Polytechnic Institute of Brooklyn Ende der 1960er Jahre und in den 1970er und 1980er Jahren an der Universität Linköping in Schweden. 1983 war er dort einer der Gründer des Instituts für Informatik (IDA). Er lehrte außerdem an der Technischen Universität in Barcelona, der Universität von Malaya, der University of California, Irvine und der Keio-Universität. Ab 1988 gab er seine Lehrtätigkeit auf und arbeitete als Berater.
Er war an der Entwicklung des Cobol Compilers für die UNIVAC II unter Grace Murray Hopper 1959 bis 1961 beteiligt.
Als Computerarchitekt war er am Entwurf des MLP-900 Computers (1969/70) der Standard Computer Corporation beteiligt und war Architekt der FCPU (Flexible Central Processing Unit) bei Datasaab (1971–73).
Ab 1975 befasste er sich mit Computersystemen z. B. in der Stromversorgung, bei Eisenbahnen, in Automobilen, Medizin und Militär.
2000 erhielt er mit anderen den Computer Pioneer Award. Er war Fellow der IEEE und der Association for Computing Machinery.

## Schriften
- A journey through the system landscape, College Publications 2010